# Rathaus (Zofingen)

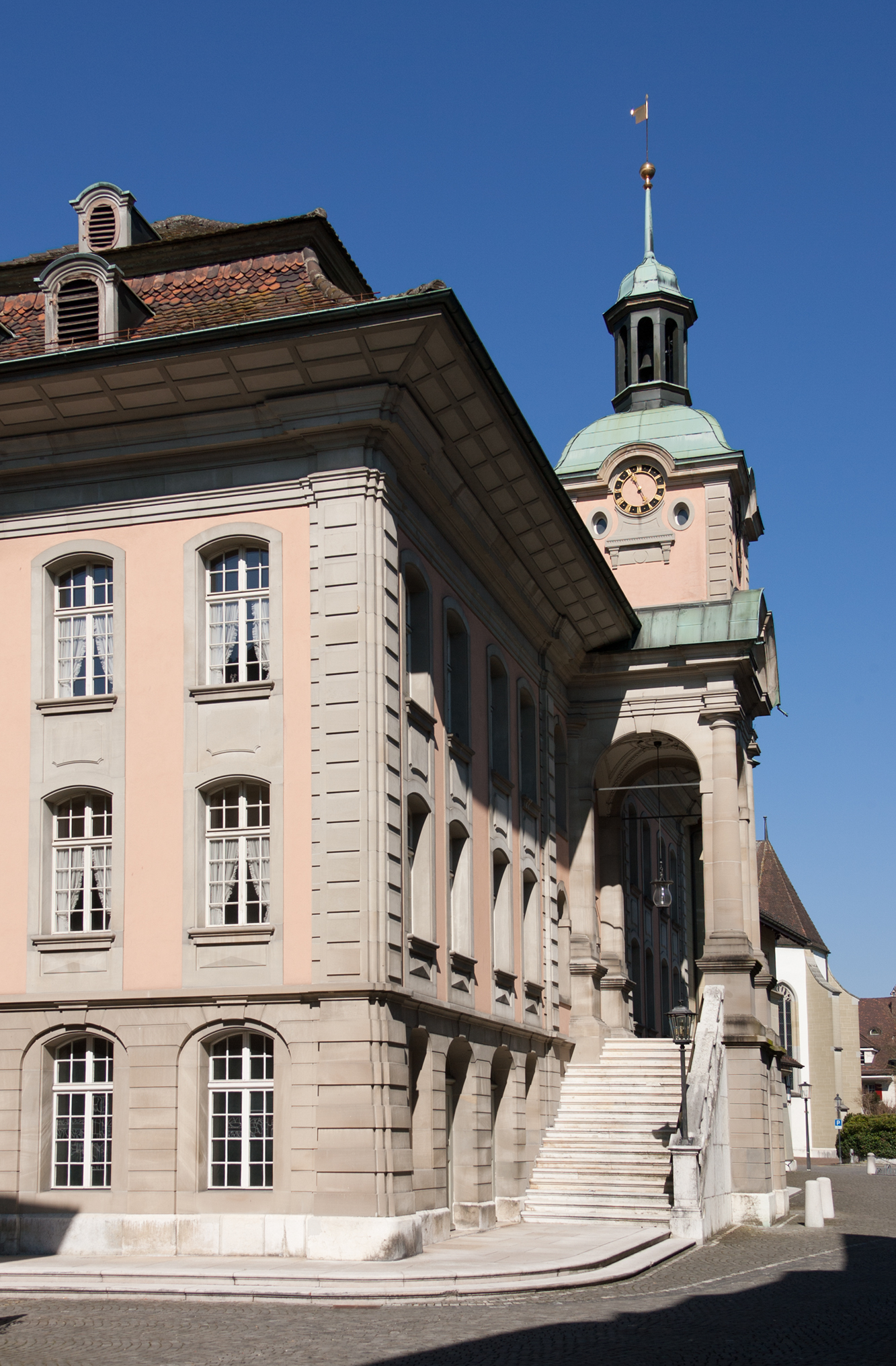
Rathaus Zofingen

Das Rathaus von Zofingen in der Schweiz steht im Zentrum der Altstadt, an der Kreuzung von Rathausgasse und Engelgasse. Es entstand Ende des 18. Jahrhunderts und ersetzte Vorgängerbauten aus dem 15. und 17. Jahrhundert, von denen nur einzelne Teile erhalten geblieben sind. Das frühklassizistische Gebäude steht unter Denkmalschutz und ist als Kulturgut von nationaler Bedeutung eingestuft.

## Geschichte
Das mittelalterliche Rathaus stand einige Meter entfernt bei der Tuchlaube. Um 1470 wurde am heutigen Standort ein Neubau errichtet. Das genaue Baujahr ist nicht überliefert, doch wird das frühere Gebäude in einem Dokument von 1476 als «altes Rathaus» bezeichnet. 1482 errichtete man an der Westfassade den Archivturm, der bis heute erhalten geblieben ist. Unter der Leitung von Moritz Ringier entstand 1606 ein Neubau; aus dieser Zeit blieb das an den Archivturm angebaute Weibelhaus erhalten.
Im Jahr 1791 beschlossen Rät und Burger der Stadt Zofingen zunächst den Umbau des schadhaft gewordenen Rathauses, kamen dann jedoch überein, wiederum einen Neubau zu errichten, den rückwärtigen Flügel an der Engelgasse jedoch stehen zu lassen. Der Entwurf des Neubaus stammt von Niklaus Emanuel Ringier (1744–1815). Die Bauarbeiten begannen 1792 und waren 1795 abgeschlossen, die Baukosten betrugen 35.992 Gulden. Mehrere geplante Erweiterungen im 19. Jahrhundert gelangten letztlich nicht zur Ausführung.

## Bauwerk

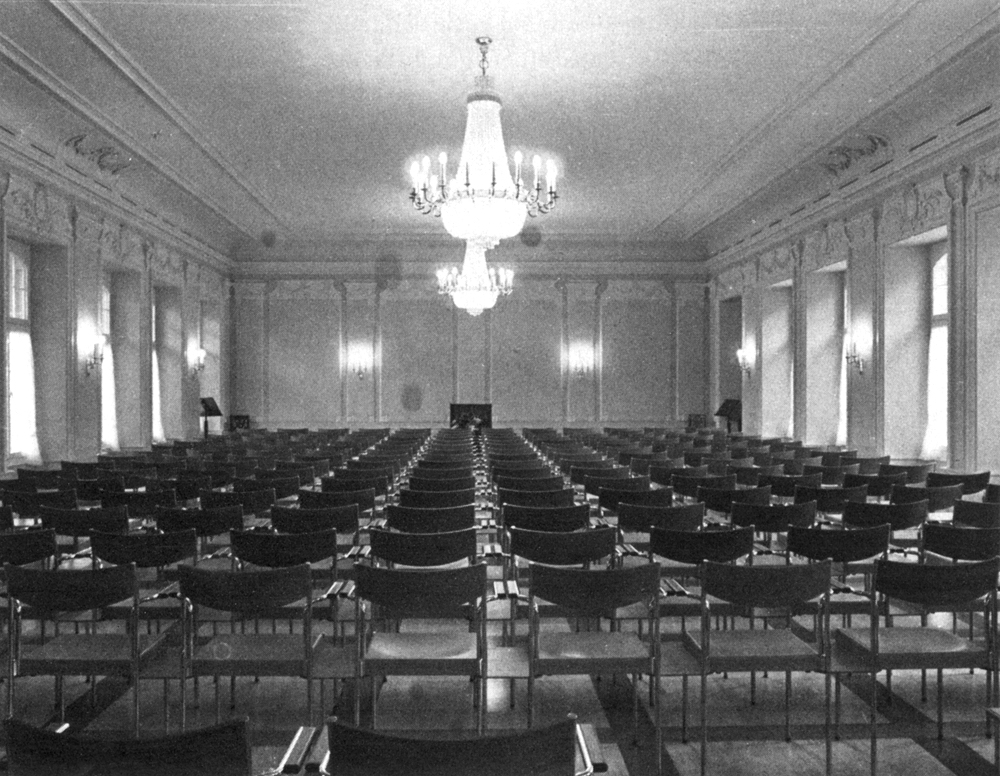
Bürgersaal im Rathaus Zofingen

Niklaus Emanuel Ringier orientierte sich am Berner Rathaus, wich jedoch von der reinen Spätgotik ab und entwarf das Zofinger Rathaus im frühklassizistischen Louis-seize-Stil. Das dreistöckige Gebäude ist an seiner östlichen Hauptfassade in elf Achsen gegliedert. Rustizierte Quader und Bogeneingänge kennzeichnen das Erdgeschoss als Sockel, das durch ein Gurtgesims von den oberen zwei Stockwerken abgetrennt wird. Deren Fassade wird durch schmale Pilaster dreigeteilt.
Die Mittelachse dominiert die Hauptfassade. Eine doppelläufige Freitreppe mit Balustraden führt zu einem hohen, vorspringenden Baldachin. Dieser wiederum wird von einem Kuppelturm mit Laterne bekrönt. Während die Rundbögen der Fenster im Mittelteil mit dem Baldachin im Einklang stehen, weisen die Fenster an den Seitenachsen Spitzbögen auf. Rückseitig an den Haupttrakt schliesst sich an der Engelgasse ein zweigeschossiger Bau an, unter dessen Satteldach der Archivturm und das Weibelhaus vereinigt sind. An die Nordseite des Rathauses angebaut ist das spätgotische Haus der Metzgernzunft von 1602/03.